# 外村与左衛門 (9代)
9代 外村 与左衛門（とのむら よざえもん、天明8年7月5日（1788年8月6日） - 天保13年9月20日（1842年10月23日））は、江戸時代後期の近江商人、総合繊維商社である外与の創業家・与左衛門家の中興の祖と言われる。屋号は布屋、近江屋と言う。

## 生涯
9代目外村与左衛門は、天明8年7月5日（1788年8月6日）近江国神崎郡金堂村（現滋賀県東近江市五個荘金堂町）に生まれた。父は8代目与左衛門（与三郎照秋）、母は北町屋治左衛門の妹「とみ」、別に基信と称した。次男であったが兄与吉が数え17歳（寛政13年1801年）で死去したため、文政5年7月20日（1822年9月5日）父死亡後家督を継ぎ9代目与左衛門を襲名した。9代目与左衛門は文化11年（1814年）、叔父外村宇兵衛の妻の実家松居久右衛門が仲人となり位田庄右衛門の娘「いと」を妻に娶っていた。
外村与左衛門家は6代死去後家督を継いだ7代がその翌年に急逝、7代の弟照秋が急遽家督を継ぎ8代を相続したが病弱で不安定な状態が続いていた。但し、与左衛門家資産額は5代隠居時約133貫、8代相続時約395貫、9代相続時約4,180貫と8代与左衛門照秋の時代は、8代の弟宇兵衛が共同事業者となり、当主を補佐し大いに事業が伸びた。
家督相続後家産の伸張を見極めた9代与左衛門基信は、直後の文政5年8月（1822年9月末頃）に京柳馬場姉小路下ル（現京都市中京区）に外村家として初めて店を出し、店名を『近江屋（後に茗荷屋）吉兵衛』と称した。また、天保7年（1836年）には大阪では『布屋八郎兵衛』の名義で問屋株を購入し、大阪瓦町2丁目（現大阪市中央区瓦町、大塩平八郎の乱後安土町1丁目（現大阪市中央区安土町）移転）に大阪店を出店した。外村与左衛門家は行商段階から店舗事業へ移り、更なる隆盛を極めた。なお、京での商いで従来店はなかったが、富小路三条上ル（現京都市中京区）の『近江屋長右衛門』方を拠点として活動していた。
この間、絹糸や紅花の購入にも力を注いでいたが、相場の混乱や買占めに繋がるとの批判があり、熊谷半右衛門・松居久左衛門・大橋半右衛門と共に江戸や西陣への「御用糸絹供給に差支えが生じる様な不法な仕入れはしない」ことを京都和糸絹問屋仲間に文書にて差し入れを行った。この頃既に織物素材も商いの対象とし、老舗である京の問屋にとって脅威を与える存在となっていたことがわかる。
9代与左衛門の妻が天保13年6月27日（1842年8月3日）に没すると、その後を追うように9代与左衛門基信も同年9月20日（1842年10月23日）に数え55歳で死去した。家督は9代の嫡男与兵衛が継承した。9代が亡くなる前年資産は7,180貫に達し、創業後明治期を含め与左衛門家の最盛期となった。
文政9年3月（1826年4月）に松居久左衛門と共同で貸し付けた信州高遠藩への1万両の大名貸返済滞りについての領主大和郡山藩への訴えの中で「農業の手透きに呉服・繰綿渡世を行い、京都への出商いと関東との取引に従事し、京都両替にも参加している」と記し、あくまでも百姓の立場で商いを行っているとした。